# Прозерпио
Прозерпио (итал. Proserpio) — коммуна в Италии, располагается в регионе Ломбардия, в провинции Комо.
Население составляет 909 человек (2008 г.), плотность населения составляет 455 чел./км². Занимает площадь 2 км². Почтовый индекс — 22030. Телефонный код — 031.
Покровителем коммуны почитается святой Доннино , празднование во второе воскресение октября.

## Демография
Динамика населения:

## Администрация коммуны
- Официальный сайт: